# Anthospermum bicorne
Anthospermum bicorne är en måreväxtart som beskrevs av Christian Puff. Anthospermum bicorne ingår i släktet Anthospermum och familjen måreväxter. Inga underarter finns listade i Catalogue of Life.